# Nestore (Fluss)
Der Nestore ist ein 42 km langer rechter Nebenfluss des Tiber, in den er östlich von Marsciano mündet. Er entspringt auf 480 m Höhe und mündet bei 184 m.

## Verlauf
Der Nestore entspringt im nördlichen Gemeindegebiet von Monteleone d’Orvieto und berührt kurz nach der Quelle das Gemeindegebiet von Città della Pieve. Nach wenigen Metern in Richtung Norden gelangt er in das Gemeindegebiet von Piegaro, das er von Südwesten nach Nordosten durchfließt. Weiter nach Osten verlaufend gelangt er nach Tavernelle, dem größten Ortsteil der Gemeinde Panicale, und danach wieder in das Gemeindegebiet von Piegaro. Bei Fontignano gelangt er für wenige Kilometer in das Gebiet von Perugia, bei Castiglione della Valle in die Gemeinde Marsciano. Von hier an verläuft er nach Süden und später nach Südosten, um ca. 3 km hinter Marsciano in den Tiber zu münden.

## Bilder

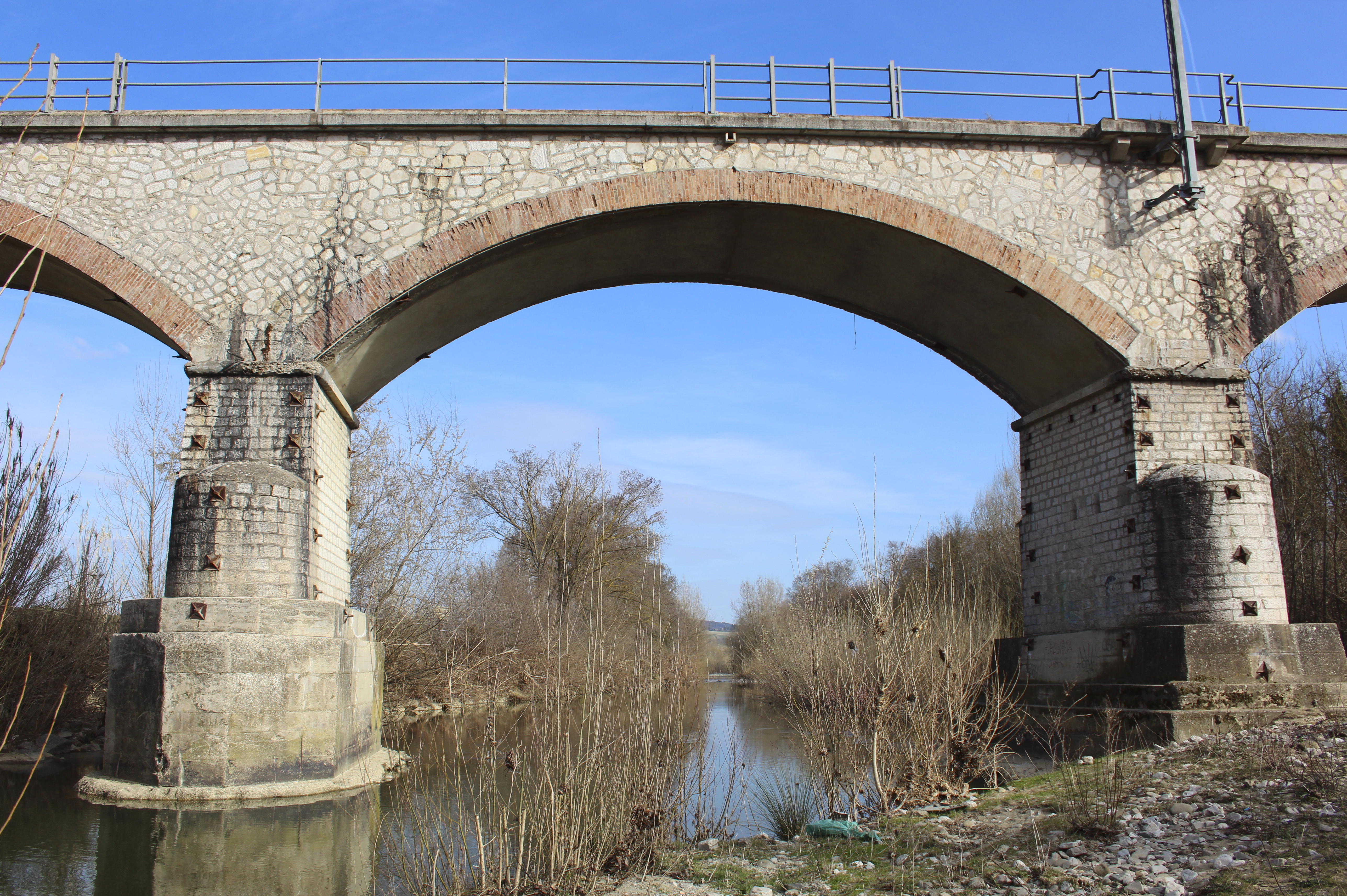
Die Eisenbahnbrücke bei Marsciano
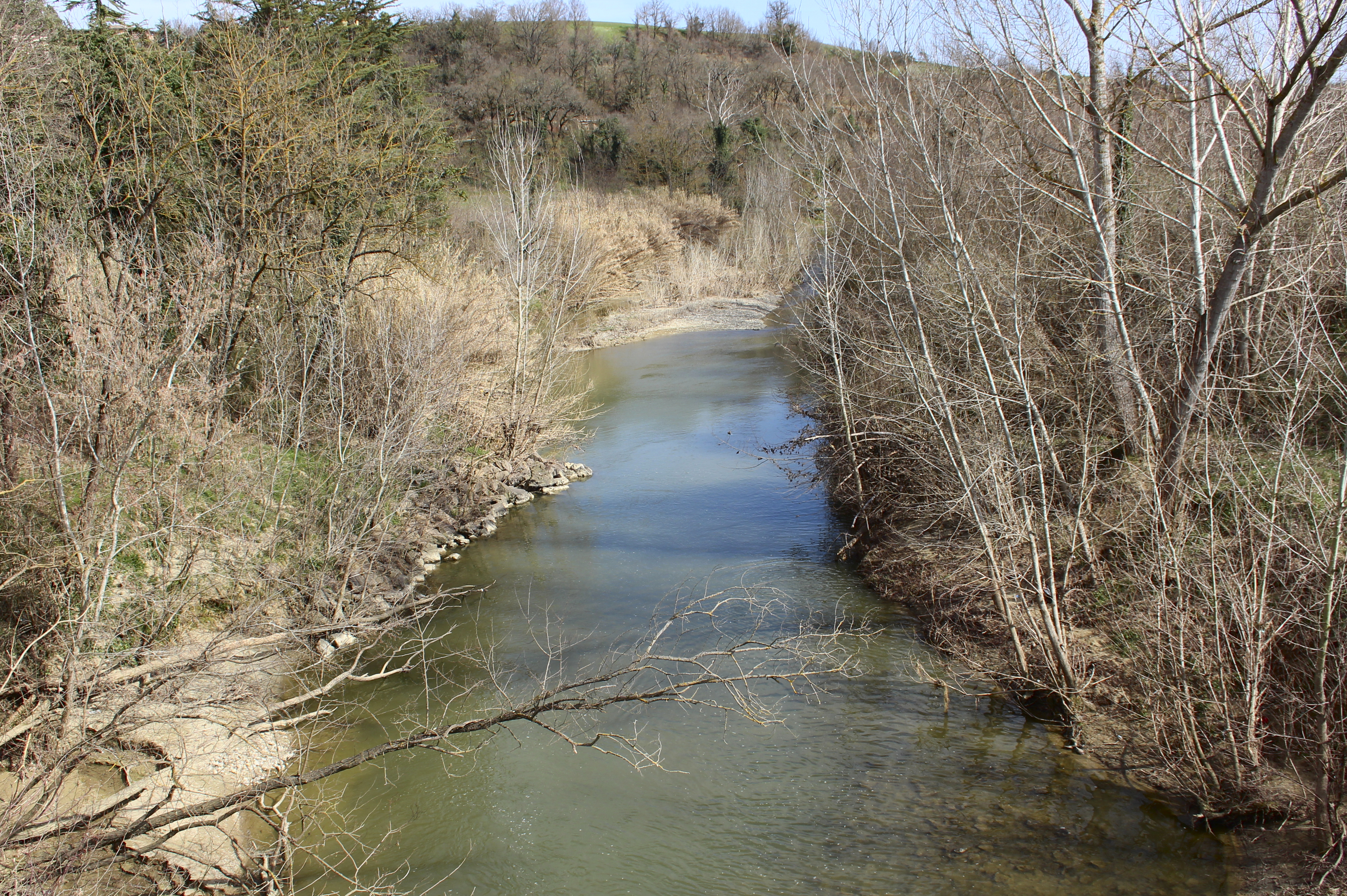
Der Nestore bei Morcella
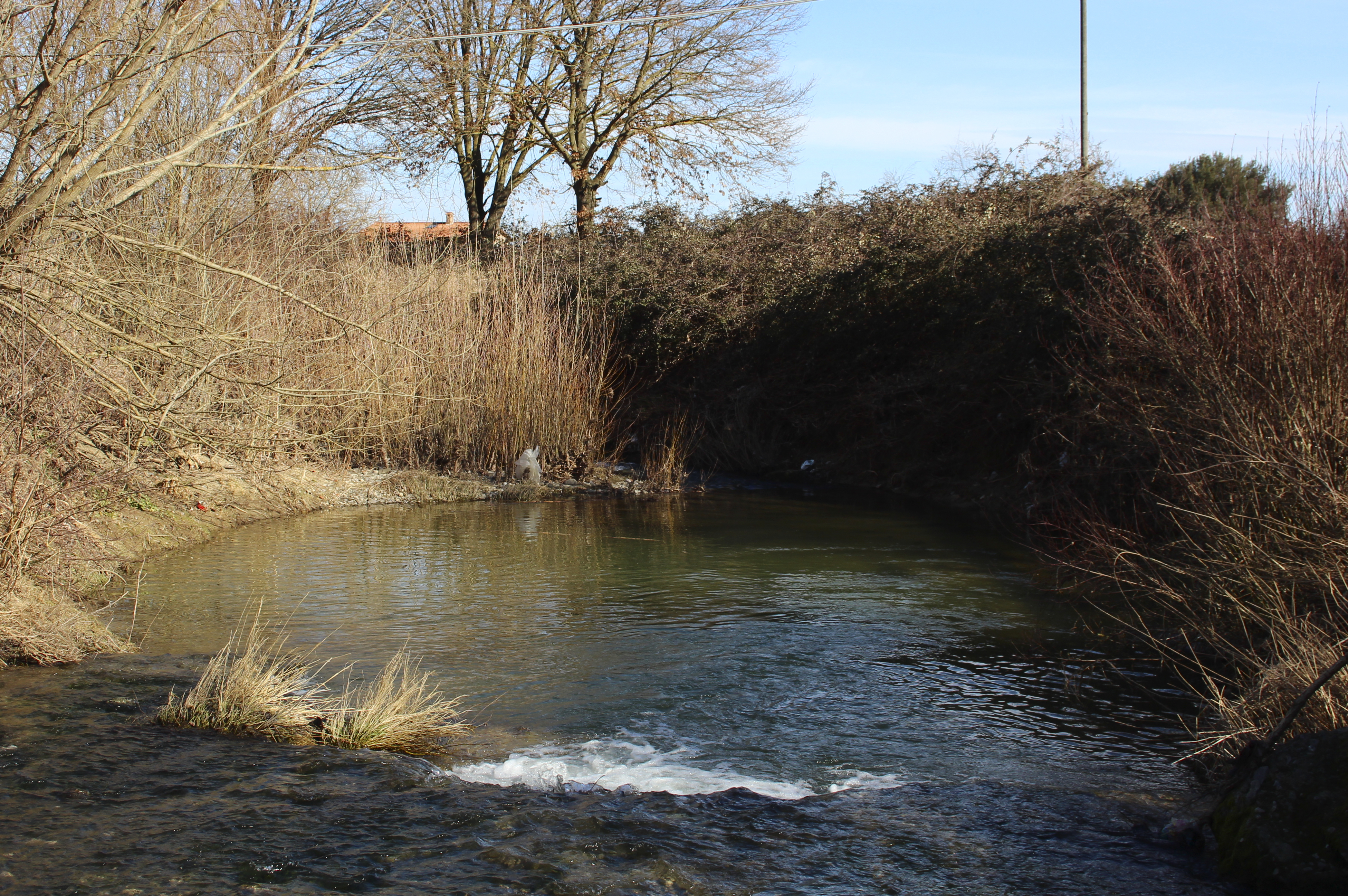
Der Nestore bei Tavernelle